# Bienvenida realidad (telenovela mexicana)
Bienvenida realidad es una serie de televisión juvenil mexicana, producida por Argos Comunicación y Sony Pictures Television para Cadena Tres, a cargo de los productores Epigmenio Ibarra y Carlos Payán. Es una adaptación de la serie chilena del mismo nombre Bienvenida realidad, original de Larry Mollin, Hernán Rodríguez Matte, Luis Ponce y Francisco Bobadilla.
La teleserie explora una variedad de temas que afectan a la juventud, como la drogadicción, sexualidad, trastornos alimentarios (como anorexia nerviosa y bulimia), embarazos no deseados, enfermedades de transmisión sexual, tribus urbanas, bullying, narcotráfico, crimen o problemas familiares.

## Sinopsis
El instituto William Golding, por fuera, es una de las escuelas preparatorias más prestigiosas de la Ciudad de México, reconocida por su sólido sistema educativo y ejemplar rendimiento académico; por dentro, una realidad distinta llena de engaños, envidias, problemas y diversos problemas que alumnos y maestros por igual tratan de resolver. 
Todo comienza con el último año de la generación 2008-2011, el año en el que se define cómo será el futuro de los alumnos de sexto grado de bachillerato. Santiago Estrada, un escritor sin trabajo, decide incorporarse al instituto como profesor de literatura, llega de Ciudad Juárez, Chihuahua, con su hijo Darío quien se integra como alumno de esta generación y que tiene problemas para adaptarse a la completamente distinta sociedad que se le presenta. Conoce a Mariana Cantú, hija de una pareja de músicos fallecidos, con dudas de sus preferencias sexuales tras una experiencia de verano con su amiga Vanessa Torres, una chica lesbiana, harta de los insultos y el bullying de sus compañeros hacia ella; Bruno Arteaga, un joven alcohólico que proviene de una familia donde la violencia es ley; Regina Córdoba, una chica soberbia y frívola víctima de la bulimia y la anorexia; Javier, un dedicado y soñador estudiante, hijo de un senador corrupto y Raquel, estudiante obsesionada y perfeccionista enfermiza. 
También se incorpora a la docencia Lucía Fuentes, una actriz recién egresada de la carrera de Artes Escénicas, quien tiene la idea de abrir un taller de teatro en el instituto, dicho taller, cambiará todo el concepto de una escuela ejemplar, y mostrará un lado de los estudiantes nunca antes conocido por los profesores, pero ningún profesor puede hacer que los alumnos cambien de parecer y se dediquen un poco más al ámbito escolar.

## Elenco
- Irene Azuela - Lucía Fuentes
- Eduardo Victoria - Santiago Estrada
- Sofía Sisniega - Mariana Cantú
- Lisa Owen - Cristina Garza
- Alexandra de la Mora - Elvira Medel
- Esteban Soberanes - Hugo "Tostado"
- Tania Arredondo - Sonia
- Carlos Corona - Miguel
- Joana Larequi - Lola
- Moisés Arizmendi - Esteban Marín
- Geraldine Zinat - Susana Marín
- Anilu Pardo - Leticia
- Ignacio Flores de la Lama - Senador Novelo
- Nadia Legarreta - Cecilia
- Pablo Bracho - Enrique
- Ángel Cerlo - Augusto
- Silvia Carrusillo - Ángela
- Mahalat Sánchez - Carmen
- Sophie Gómez - Marcela
- Christian Vázquez - Darío Estrada
- Thali García - Regina Córdoba
- Ruy Senderos - Bruno Arteaga
- Sofía Espinosa - Vanessa Torres
- Opi Domínguez - Raquel Fernández
- Ignacio Riva Palacio - Javier Novelo
- Andrea Portugal - Paulina Marín
- Norman Delgadillo - Nicolás Alberti "Nico"
- Diana Santos Ugalde - Florencia Graz
- Paola Galina - Karina González
- Bárbara Singer - Ximena Domínguez
- Alexia Cantoral - Alejandra Ortiz
- Katia Casterrossi - Georgina Vera
- Toni Sandoval - Julio Venagues
- Jorge Caballero - Ramiro Aladis
- Aline Marrero - Elisa Cabrera
- Zua Grecia - Sofía Ozuna
- Gabo Navarro - Fernando Quintana
- Xabiani Ponce De León - Omar Valdés
- Juan Pablo Castañeda - Joaquín
- Paola Arrioja - Abril
- Ana Gabriela - "La China"
- Edgar Wuotto - "El Chacal"
- Iván Arana - Eugenio
- Alessandra Acosta - Rosario
- Eréndira Ibarra - Mr. Kristein
- Iván de la Miyar - Pelirrojo

## Producción
Tras la asociación que se creó en el 2011 entre Sony Pictures y Argos Comunicación, por El sexo débil, segunda teleserie de Cadenatres, la primera empresa contaba con los derechos de una serie chilena del 2004 Bienvenida realidad, se aprovechó dicha alianza para la adaptación mexicana de la serie. Bajo la producción de Epigmenio Ibarra y Carlos Payán. Fue adaptada como telenovela, con un rodaje de 120 capítulos.

## Escenarios

### Instituto William Golding
Es el instituto donde ocurren la mayoría de las historias de alumnos y profesores. Pueden transcurrir las situaciones en diversas zonas del colegio, como las aulas, la cafetería, la biblioteca, los pasillos, la sala de profesores, el despacho de la directora, los baños, el gimnasio, la azotea o el patio.

### Otros
Puede referirse a otros escenarios, como las casas de los alumnos (se ha visto la de Regina, Mariana, Omar, Javier, Raquel, Bruno, Darío y Vanesa), los profesores (se ha visto la de Lucía, Santiago y Cristina), restaurantes o la misma calle.

## Críticas
La teleserie recibió tanto críticas buenas como malas, desde un principio estuvo la comparación con la serie británica Skins y la española Física o Química, pero la teleserie mexicana demostró no copiar a ninguna de estas dos, debido a que es la adaptación de la serie chilena Bienvenida realidad, por el contrario fue respaldada por una audiencia fiel.
También es de una casa productora de grandes melodramas como Las Aparicio y el El sexo Débil, cuyas tramas están acostumbradas a tener personajes homosexuales, por lo mismo enfado a su público cuando las escenas románticas entre los personajes de Mariana y Vanessa eran censuradas.
La mayoría de los actores juveniles no eran conocidos pero lograron mostrar tener una gran capacidad actoral, lo cual hacia más creíble la historia.
‘Bienvenida realidad es como un pastel finísimo hecho con los mejores y más caros ingredientes del mercado, pero que al final sabe feo, amargo.´´.
El formato original de “Bienvenida realidad”, definitivamente, tiene que ser una joya. Da para todo y percibo cierta consistencia en su adaptación.
Muy por el estilo están la fotografía, las locaciones, la iluminación, el vestuario. Aquí hay material para construir un éxito.

## Premios

### Premios Festival y Mercado de TV-Ficción Internacional[1]
- Mejor teleserie Juvenil
- Mejor Primera actriz: Lisa Owen
- Mejor actuación: Sofía Espinoza
- Mejor actriz antagónica: Thali García

## Banda sonora

### Lista de canciones
| N.º | Título                                                          | Duración |  |
| 1.  | «Aférrate (Miró)»                                               | 3:44     |  |
| 2.  | «Calabozos y princesas (She’s A Tease)»                         | 3:21     |  |
| 3.  | «Dulce Soledad(Enjambre)»                                       | 3:52     |  |
| 4.  | «Luz (Miró)»                                                    | 3:42     |  |
| 5.  | «Nuestros labios (Los románticos de Zacatecas)»                 | 3:13     |  |
| 6.  | «Necesito acción (Las ultrasónicas)»                            | 3:52     |  |
| 7.  | «Go twisters (Disco ruido!)»                                    | 4:11     |  |
| 8.  | «Como las piedras (Prehistóricos)»                              | 4:01     |  |
| 9.  | «Muchacaha (Los románticos de Zacatecas)»                       | 3:53     |  |
| 10. | «Fiebre de Jack (She`s A Tease)»                                | 4:15     |  |
| 11. | «Balada sin nombre (Prehistóricos)»                             | 4:28     |  |
| 12. | «Genio de los deseos (She´s A Tease)»                           | 3:47     |  |
| 13. | «Nada que pueda importar (Las Papayas eléctricas) Diana Santos» | 3:20     |  |
| 14. | «Paso al aire (Miró)»                                           |          |  |
| 15. | «Cerca de mí (Luke Castillo)»                                   |          |  |
| 16. | «Luna (Luke Castillo)»                                          |          |  |
| 17. | «How Far We've Come (Matchox Twenty)»                           | 3:32     |  |

## Versiones
- Bienvenida realidad (2004), una producción de TVN, fue protagonizada por Isabel Ruiz y Tiago Correa.